# Eslöv–Hörby Järnväg
Eslöv-Hörby Järnväg, (EHJ) fick koncession 29 november 1895, invigdes 27 maj 1897 och öppnades för allmän trafik 1 juni 1897. Rälsvikt 30,0 kg/meter, största lutning 12,5 promille, minsta kurvradie 300 meter, anläggningskostnad 773.513:-. Drygt ett år senare, 1 juli 1898, uppgick EHJ i det nybildade Östra Skånes Järnvägsaktiebolag, ÖSJ.
Fram till 1961 trafikerades banan med ånglok som ersattes med först diesellok och därefter rälsbuss. Trafiken lades ner 1967 och banan revs upp. På stora delar av banvallens sträckning Eslöv-Snogeröd anlades riksväg 17.
Stationer/hållplatser på sträckan var Eslöv, Kastberga, Kungshult, Munkarp (från 1955 Brostorp), Snogeröd, Fogdarp, Osbyholm och Hörby.